# Балтэзерс (остановочный пункт)
Ба́лтэзерс (латыш. Baltezers) — бывший остановочный пункт на линии Рига — Лугажи, ранее являвшейся частью Псково-Рижской железной дороги. Нынешнее название станция получила в 1919 году.
Находится на территории Гаркалнского края.
С декабря 2019 года пригородные поезда следуют через Балтэзерс без остановки.